# Grand prix Paris Match du photojournalisme
Grand prix Paris Match du photojournalisme (Velká cena Paris Match za novinářskou fotografii) je francouzská fotografická cena, kterou od roku 1980 uděluje týdeník Paris Match vybranému fotožurnalistovi každé dva roky.
Cenu založili v roce 1980 Roger Thérond a Jean-Luc Monterosso u příležitosti prvního konání festivalu Mois de la Photo v Paříži. Cena je otevřená všem profesionálním fotografům, kteří pracují v oblasti obrazové reportáže.

## Vítězové
- 1980: Arnaud de Wildenberg, Ouganda, la famine (Uganda, hladomor)
- 1982: Gilles Ouaki, France, l'attentat de la rue des Rosiers (Francie, atentát v Rue des Rosiers)
- 1984: François Lochon, Iran / Irak, la guerre (Íránsko-irácká válka)
- 1986: Alain Keler, Éthiopie, déportation des Éthiopiens du nord vers le sud (Etiopie, deportace Etiopanů ze severu na jih)
- 1988: Chip Hires, Bangladesh, inondation en septembre 88 (Záplavy v Bangladéši v září 1988)
- 1990: Jane Evelyn Atwoodová, Perm, URSS 90, prisons de femmes (Perm, SSSR, ženská věznice)
- 1992: Luc Delahaye, Sarajevo, la guerre (Sarajevo, válka)
- 1994: Luc Delahaye, Rwanda, l'exode (Rwanda, exodus)
- 1996: Laurent Van Der Stockt, Grozny (Grozný)
- 1998: Alexandra Boulat, Kosovo
- 2000: Éric Bouvet, Vie quotidienne à Grozny (každodenní život v Kosovu)
- 2002: Pascal Rostain, Les Coulisses du G8 au Canada (Zákulisí G8 v Kanadě)
- 2004: Olivier Jobard, Immigration clandestine: Itinéraires clandestins (Utajená imigrace: utajené trasy)[2]
- 2006: Olivier Laban-Mattei, La Prise de la Sorbonne et manifs des étudiants à Paris, mai 2006 (Obsazení Sorbonny a demonstrace studentů v Paříži, květen 2006).[3]
- 2008: Frédéric Sautereau, La République centrafricaine, le conflit oublié (Středoafrická republika, zapomenutý konflikt).[4]
- 2010: Olivier Laban Mattei, Tremblement de terre à Haïti (Zemětřesení na Haiti)